# Aprovéchate
«Aprovéchate» es una canción grabada por la banda de rock alternativo mexicana Café Tacvba. La canción fue escrita y producida por Joselo Rangel el integrante principal de la misma y fue lanzada a principios del año 2013 como el tercer y último sencillo oficial de su séptimo álbum El objeto antes llamado disco.

## Video musical
El video musical oficial de la canción salió en YouTube en mayo del 2013 y actualmente cuenta con más de 97 millones de vistas.

## Lista de canciones

### Descarga digital[6]
| Aprovéchate — Single |               |          |  |
| N.º                  | Título        | Duración |  |
| 1.                   | «Aprovéchate» | 4:14     |  |